# Laura Kurgan
Laura Kurgan là một kiến trúc sư người Nam Phi và là giáo sư tại Trường Kiến trúc, Quy hoạch và Bảo tồn (GSAPP) của Đại học Columbia. Bà chỉ đạo Trung tâm liên ngành nghiên cứu không gian tại GSAPP, mà bà thành lập như Phòng thí nghiệm thiết kế thông tin không gian vào năm 2004. Từ năm 1995, nữ kiến trúc sư này đã điều hành công ty thiết kế liên ngành có trụ sở tại thành phố New York của mình có tên Laura Kurgan Design. Kurgan đã được trao học bổng Rockefeller và một quỹ tài trợ Graham. Tác phẩm của Kurgan đã được trình bày tại các tổ chức có uy tín bao gồm ZKM Karlsruhe, Bảo tàng Nghệ thuật Hiện đại, Bảo tàng Mới và Biên giới Kiến trúc Venice.

## Dự án

### Cận cảnh từ xa: Lập bản đồ, Công nghệ và Chính trị
Vào năm 2013, MIT Press đã xuất bản cuốn sách "Cận cảnh từ xa: Lập bản đồ, Công nghệ và Chính trị". Cuốn sách khám phá tác động của công nghệ hình ảnh không gian hiện đại bao gồm GPS, phổ biến dữ liệu dân chủ thông qua internet và Google Earth trong việc ánh xạ các tương tác vật lý và ảo. Trong bài phê bình về cuốn sách của Jennifer S. Light, Kurgan nói rằng khía cạnh mạnh mẽ nhất của các chương đầu của cuốn sách là "giới thiệu các chuyên gia thiết kế một hình thức mới về truyền thông."  Công trình được trình bày trong cuộc trò chuyện với Neil Brenner tại Trường Kiến trúc của Đại học Princeton vào tháng 10 năm 2013.

### Khối nhà triệu đô
Là khái niệm được tạo ra cùng với Phòng thí nghiệm thiết kế thông tin không gian tại Đại học Columbia và Trung tâm lập bản đồ tư pháp, Million Dollar Blocks là một thuật ngữ do Laura Kurgan và Eric Cadora đưa ra để mô tả số tiền mà người nộp thuế có thể chi cho việc tống giam người dân vào một khối nhà thành phố riêng lẻ. Dự án đã sử dụng thông tin từ hệ thống tư pháp hình sự để tạo ra các bản đồ trực quan hóa số lượng lớn người không cân xứng bị bỏ tù từ một vài khu phố cụ thể ở năm thành phố của Mỹ. Trong bài luận của mình trên tờ The Atlantic về dự án, Kurgan đã viết "Tính trên toàn quốc, ước tính hai phần ba số người rời khỏi nhà tù bị bắt lại trong vòng ba năm. Sự di cư vĩnh viễn giữa nhà tù và một vài khu dân cư nhất định có thể dự đoán được không chỉ tốn kém mà còn gây bất ổn cho cuộc sống cộng đồng. "  Năm 2008, một hình ảnh từ dự án, được dán nhãn " Architecture and Justice 1 ", đã được trưng bày tại Bảo tàng Nghệ thuật Hiện đại ở Thành phố New York cho chương trình Thiết kế và Tâm trí đàn hồi. Tác phẩm đã được Bảo tàng Nghệ thuật Hiện đại thu thập. Trong bài tiểu luận cho triển lãm năm 2008, Gần đây, các bản đồ Brooklyn từ dự án đã được trình bày một lần nữa tại Bảo tàng Nghệ thuật Hiện đại cho triển lãm của nó Cảnh cho một Di sản mới: Nghệ thuật đương đại từ Bộ sưu tập. Trong danh mục cho triển lãm Thiết kế và Tâm trí đàn hồi, do Paola Antonelli biên tập, đã tuyên bố rằng dự án "không cung cấp một loại chuẩn mực mới cho việc tạo viễn cảnh quan trọng." 

### Cú nhảy vượt tường lửa vĩ đại
Được thực hiện với sự cộng tác của một nhóm từ Phòng thí nghiệm thiết kế thông tin không gian, Trung tâm Pen American và Viện đổi mới truyền thông Brown, dự án này đã điều tra các thể hiện về tự do trực tuyến tại Trung Quốc. Là điều tra viên chính, Kurgan đã dẫn đầu nhóm các nhà nghiên cứu của mình kiểm tra và hình dung các chiến lược mà người dùng internet Trung Quốc sử dụng để truy cập và tham gia vào các mặt của world wide web thường bị chặn ở quốc gia này.